# Nazionale olimpica di calcio dei Paesi Bassi
La Nazionale olimpica olandese di calcio è la rappresentativa calcistica che rappresenta lo stato dei Paesi Bassi ai Giochi olimpici.

## Storia
La nazionale olimpica olandese ha partecipato all'olimpiade 1952, ma solo nel turno di qualificazione, in cui perde 1-5 contro il Brasile. Nelle olimpiadi 2008 pareggia due volte e vince una partita, qualificandosi per i quarti di finale, dove perde 1-2 contro l'Argentina (che vincerà la medaglia d'oro) ai supplementari.

## Statistiche dettagliate sui tornei internazionali
Nota bene: come previsto dai regolamenti FIFA, le partite terminate ai tiri di rigore dopo i tempi supplementari sono considerate pareggi.

### Giochi olimpici
| Anno | Luogo             | Piazzamento             | V | N | P | Gol |
| ---- | ----------------- | ----------------------- | - | - | - | --- |
| 1952 | Helsinki          | Turno di qualificazione | 0 | 0 | 1 | 1:5 |
| 1956 | Melbourne         | Non partecipante        | - | - | - | -   |
| 1960 | Roma              | Non qualificata         | - | - | - | -   |
| 1964 | Tokyo             | Non qualificata         | - | - | - | -   |
| 1968 | Città del Messico | Non qualificata         | - | - | - | -   |
| 1972 | Monaco di Baviera | Non qualificata         | - | - | - | -   |
| 1976 | Montréal          | Non qualificata         | - | - | - | -   |
| 1980 | Mosca             | Non qualificata         | - | - | - | -   |
| 1984 | Los Angeles       | Non qualificata         | - | - | - | -   |
| 1988 | Seul              | Non qualificata         | - | - | - | -   |
| 1992 | Barcellona        | Non qualificata         | - | - | - | -   |
| 1996 | Atlanta           | Non qualificata         | - | - | - | -   |
| 2000 | Sydney            | Non qualificata         | - | - | - | -   |
| 2004 | Atene             | Non qualificata         | - | - | - | -   |
| 2008 | Pechino           | Quarti di finale        | 1 | 2 | 1 | 4:4 |
| 2012 | Londra            | Non qualificata         | - | - | - | -   |
| 2016 | Rio de Janeiro    | Non qualificata         | - | - | - | -   |
| 2020 | Tokyo             | Non qualificata         | - | - | - | -   |
| 2024 | Parigi            | Non qualificata         | - | - | - | -   |

## Tutte le rose

### Giochi olimpici
Calcio ai Giochi Olimpici Estivi 19521 Kraak, 2 Odenthal, 3 Alberts, 4 Wiertz, 5 Terlouw, 6 Biesbrouck, 7 van der Kuil, 8 Bennaars, 9 Hendriks, 10 Mommers, 11 Clavan, 12 de Jong, 13 van Schijndel, 14 van der Gijp, 15 van Roessel, 16 van Melis, 17 Landman, 18 van der Tuijn, CT: van der Leck
Calcio ai Giochi Olimpici Estivi 20081 Velthuizen, 2 Zuiverloon, 3 Marcellis, 4 Jaliens, 5 Pieters, 6 Luijckx, 7 de Guzmán, 8 Emanuelson, 9 Makaay, 10 Sibon, 11 Babel, 12 Maduro, 13 Jong-a-Pin, 14 Sno, 15 Drenthe, 16 Beerens, 17 Bakkal, 18 Vermeer, CT: de Haan
NOTA: Per le informazioni sulle rose precedenti al 1952 visionare la pagina della Nazionale maggiore.